# Amilcar CGS
L' Amilcar CGS est une voiture de sport fabriquée par le constructeur automobile français Amilcar de 1923 à 1926. En réponse à la réussite de la Salmson VAL 3, le CGS (pour « Châssis Grand Sport »)  a été développé sur la base du modèle CS. Le châssis du CGS s'est vu allongé et rigidifié, ainsi que ses freins renforcés.
Le moteur est toujours un quatre cylindres à soupapes latérales de 1 074 cm3 développant 33 chevaux. La vitesse maximale est donnée à 115 km/h sur ce modèle.

## Culture populaire
La première version de l'amilcar CGS avec une tôle de calandre d'un dessin bien caractéristique (ouverture en amande) a inspiré Hergé pour le « bolide rouge » appartenant au Maharadjah qui apparaît dans l'album Les Cigares du pharaon, dont l'accélération est si fulgurante que les deux Dupondt passent par-dessus bord dès le début de la poursuite. Toutefois, le « bolide rouge » est un composite, qui emprunte d'autres éléments à des voitures de course de l'époque (Alfa Roméo et E.R.A.).
Une autre Amilcar, apparaît dans l'album Tintin au pays des Soviets,, le premier de la série des Tintin, moins reconnaissable en raison du style graphique encore inabouti de l'auteur.

## Galerie

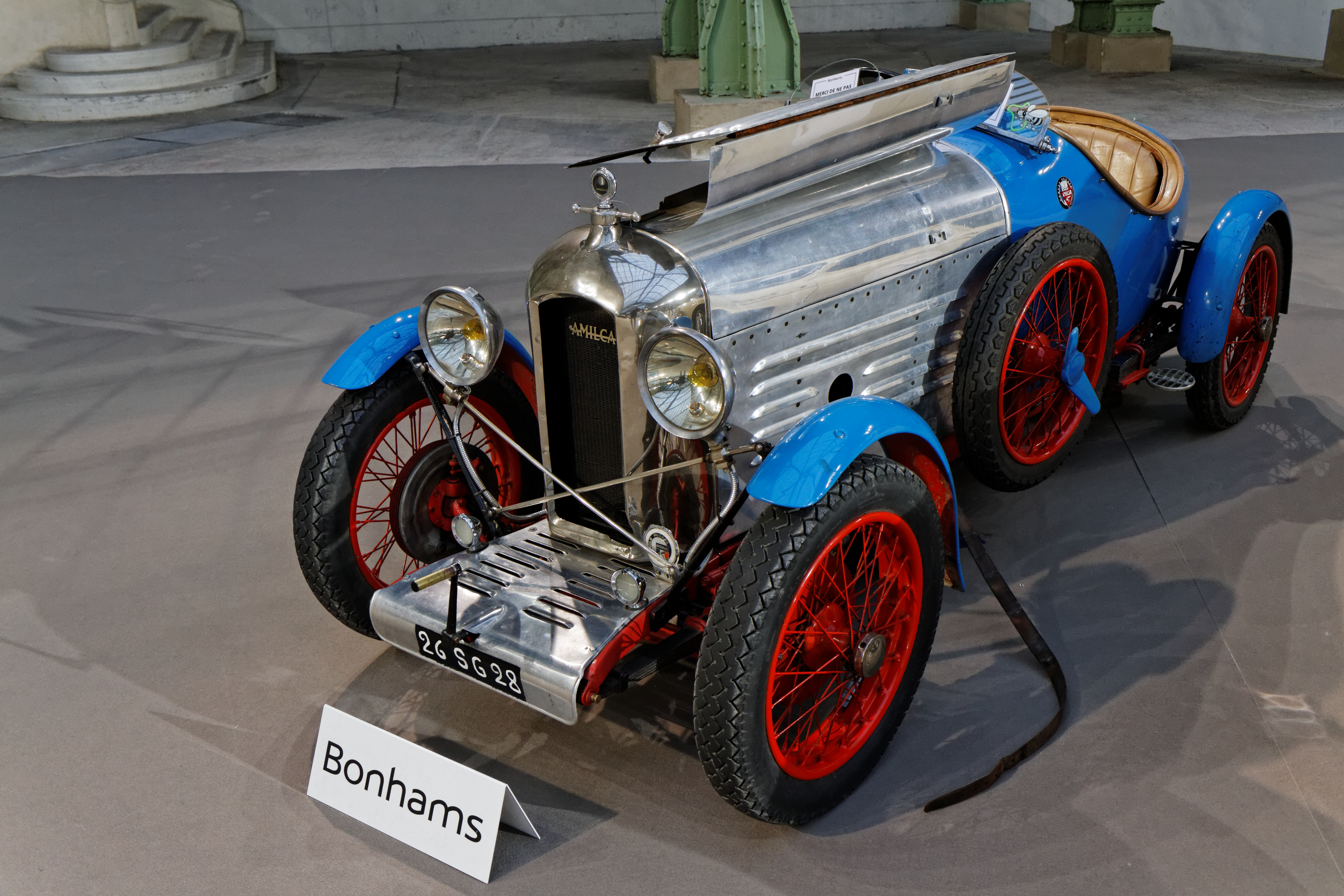
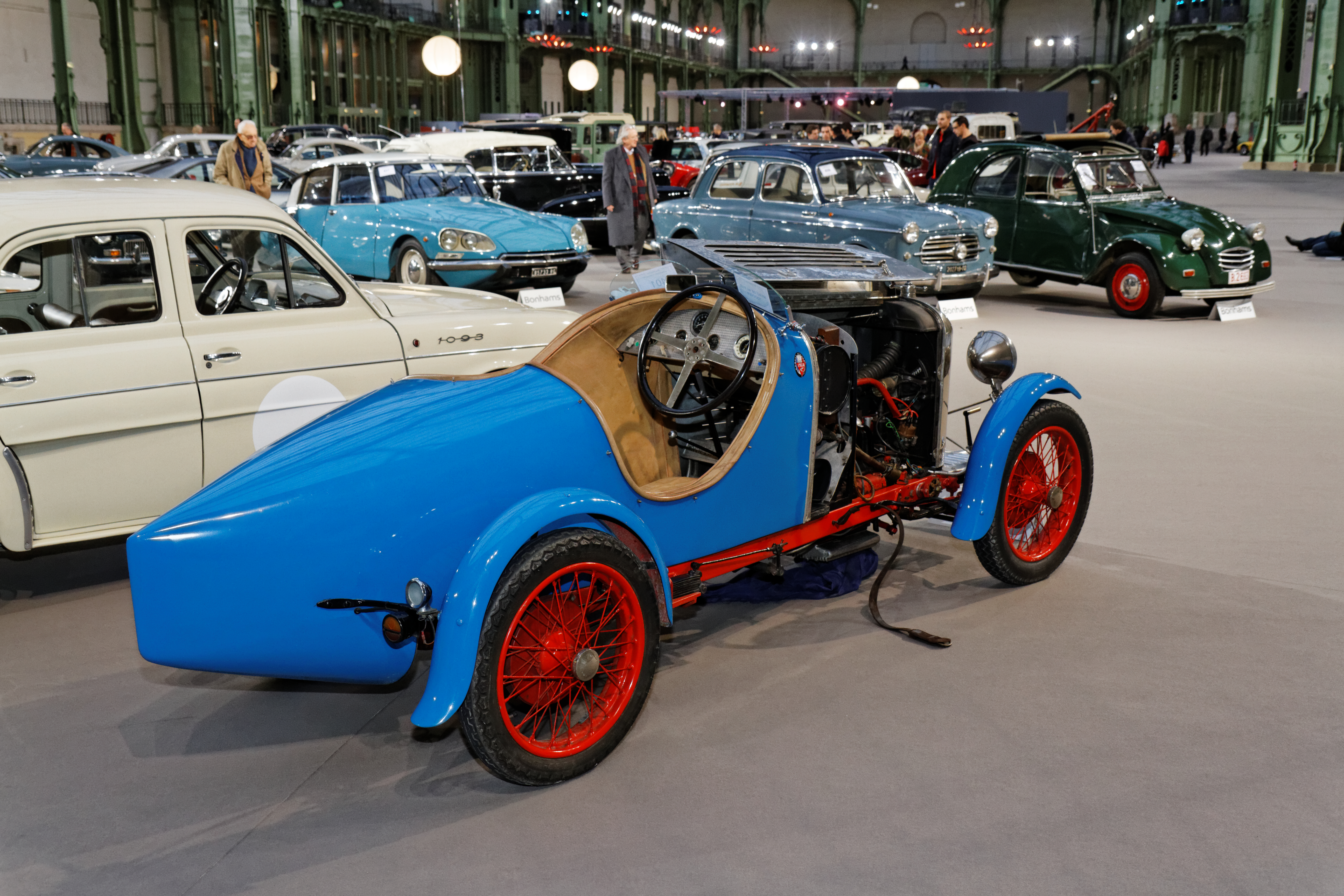